# Negoszlavce
Negoszlavce (horvátul: Negoslavci, szerbül: Негославци) falu és község Horvátországban Vukovár-Szerém megyében. 

## Fekvése
Vukovártól 8 km-re délre, Vinkovcétól légvonalban15, közúton  25 km-re keletre, a Nyugat-Szerémségben fekszik. Legmagasabb pontja a 112 méter magas Piramis a területén, ahol régen katonai őrhely állt. Határának déli és részben nyugati részét sok vízforrás és mocsaras terület szeli át. Északon Vukovár városával határos, amelynek természetes agglomerációjához tartozik.

## Története
A hagyomány szerint a település a török kiűzése után, 1690 körül keletkezett, amikor a török uralom alatt maradt területekről az üldözés elől menekülő 15-20 szerb család telepedett itt le, akiknek a termékeny talaj kedvező feltételeket nyújtott a további megélhetéshez. A falu a vukovári uradalom részeként 1736-ig a Kufstein grófok birtoka volt, majd Eltz Fülöp gróf mainzi érsek, választófejedelem vásárolta meg. A vukovári uradalomhoz ekkor 31 falu tartozott, melyek közül 1732-ben Negoszlavcén 30 pravoszláv szerb család élt. A lakosság száma a nehéz életkörülmények és a járványok miatt közel száz évig nem növekedett jelentősen. Számuk csak a 19. század közepén, a bácskai családok betelepülésével nőtt meg.
Az első katonai felmérés térképén „Nicoslavcze” néven található. Lipszky János 1808-ban Budán kiadott repertóriumában „Negoszlavcze” néven szerepel. Nagy Lajos 1829-ben kiadott művében „Negoszlavcze” néven 137 házzal, 32 katolikus és 782 ortodox vallású lakossal találjuk. A 19. század végén Negoszlavce községközpont volt. 1901-ben felépült az új községháza, 1909-ben pedig az iskola új épülete. 1912-ben a Vukovár és Illyefő közötti vasútvonal megnyitásával a falu vasúti összeköttetést kapott. A vasútállomás a falutól egy kilométerre létesült. 
A településnek 1857-ben 893, 1910-ben 1391 lakosa volt. Szerém vármegye Vinkovcei járásához tartozott. Az 1910-es népszámlálás adatai szerint lakosságának 87%-a szerb, 7%-a magyar, 3%-a horvát, 1%-a német anyanyelvű volt. A település az első világháború után az új szerb-horvát-szlovén állam, majd később (1929-ben) Jugoszlávia része lett. A háborút követően egykori szerb önkéntesek telepedtek le itt. A falu képe is jelentősen megváltozott, a meglévő hat utcához még további három új utcát hoztak létre.
1941 és 1945 között a Független Horvát Államhoz tartozott, majd a szocialista Jugoszlávia fennhatósága alá került. 1955-ben Negoszlavcén megalakult a mezőgazdasági szövetkezet. Négy évvel később villamos energiát hoztak a faluba, vízvezetékrendszert építettek és az összes utcát aszfaltozták. A szövetkezet mellett a lakosság jelentős része saját mezőgazdasági termeléssel is foglalkozott. A lakosság többi része elsősorban a Vukováron dolgozott a Vupik, a Vuteks és más üzemekben, de sokan dolgoztak a borói kombinátban is. A népességnek a második világháború utáni vándorlásával újabb, Bosznia-Hercegovina középső és nyugati részéről érkezett lakosság telepedett le a faluban. 1991-től a független Horvátország része. 1991-ben lakosságának 95%-a szerb, 2%-a jugoszláv, 1%-a horvát nemzetiségű volt. A településnek 2011-ben 1463 lakosa volt.

## Népessége

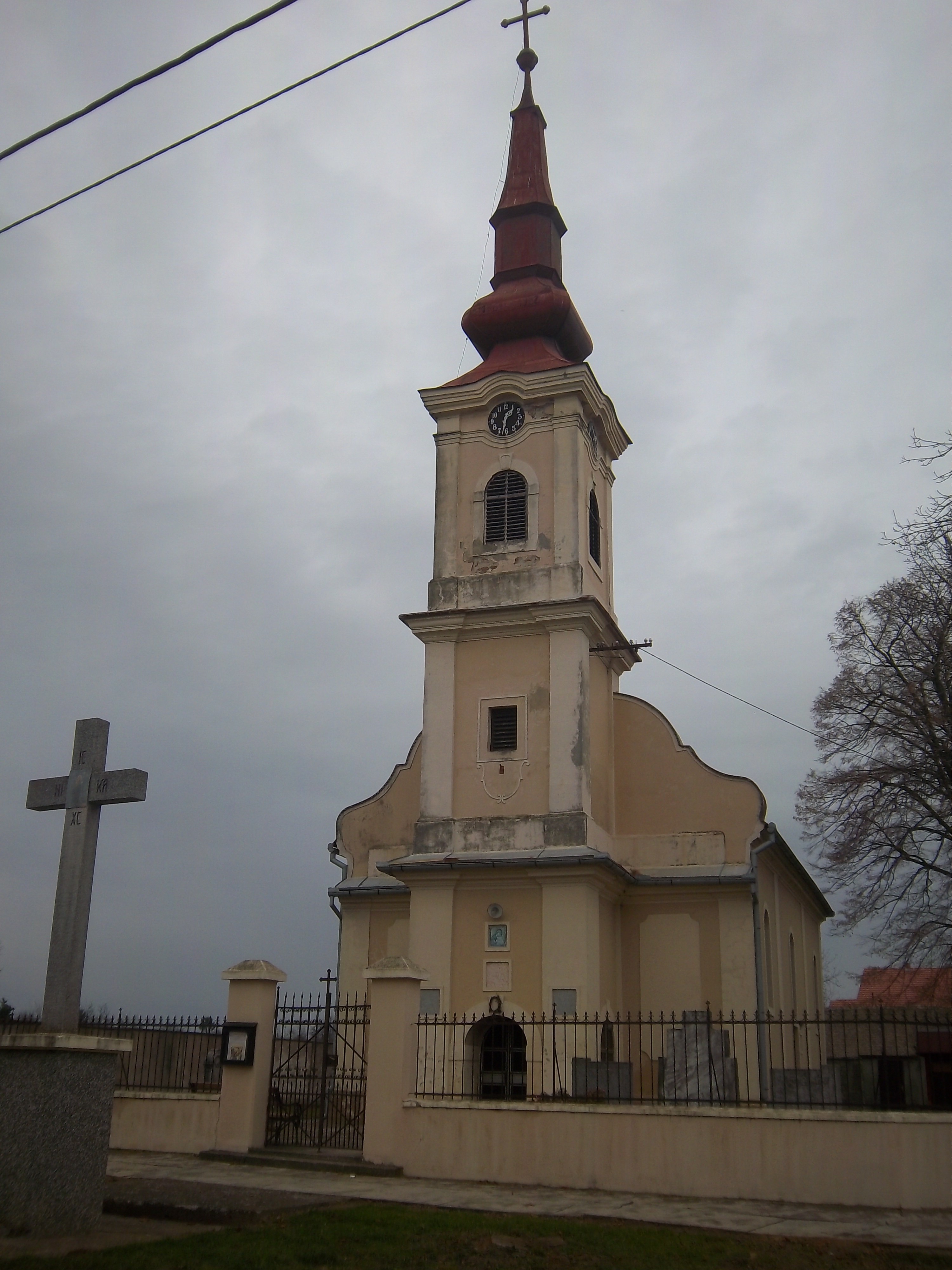
A szerb pravoszláv templom

| Lakosság változása | Lakosság változása | Lakosság változása | Lakosság változása | Lakosság változása | Lakosság változása | Lakosság változása | Lakosság változása | Lakosság változása | Lakosság változása | Lakosság változása | Lakosság változása | Lakosság változása | Lakosság változása | Lakosság változása | Lakosság változása |
| ------------------ | ------------------ | ------------------ | ------------------ | ------------------ | ------------------ | ------------------ | ------------------ | ------------------ | ------------------ | ------------------ | ------------------ | ------------------ | ------------------ | ------------------ | ------------------ |
| 1857               | 1869               | 1880               | 1890               | 1900               | 1910               | 1921               | 1931               | 1948               | 1953               | 1961               | 1971               | 1981               | 1991               | 2001               | 2011               |
| 893                | 1.126              | 1.069              | 1.295              | 1.426              | 1.391              | 1.367              | 1.758              | 1.408              | 1.376              | 1.506              | 1.795              | 1.698              | 1.682              | 1.466              | 1.463              |

## Nevezetességei
- Az Istenanya mennybevétele tiszteletére szentelt pravoszláv temploma 1757-ben épült későbarokk stílusban. Egyhajós épület félköríves apszissal, a főhomlokzatból rizalitosan kiemelkedő harangtoronnyal. A torony földszintjén boltíves, nyitott előcsarnok található, tetejét egyszerű, későbarokk toronysisak fedi. A homlokzatot szögletes lizénák tagolják, melyek között félköríves záródású ablaknyílások találhatók. A hajó dongaboltozattal, a szentély félkupolával van fedve. A berendezés későbarokk-klasszicista stílusú, a 18. század második feléből és a 19. század elejéről származik. A magasított ikonosztáz 52 ikont tartalmaz, melyek a 18. század második felében készültek. Vízszintesen öt zónára van felosztva, míg függőlegesen pilaszterekkel és aranyozott fős oszlopokkal tagolták. Két szószéke, Krisztus ikonos főpapi trónja és 16 padsora 19. századi klasszicista és rocaille díszítésű asztalosmunka.[6]

- A Szent János pravoszláv temetőkápolna a 18. század első felében épült. Ikonosztáza 16 ikont tartalmaz, melyek a 18. század első felének hagyományos festési stílusában készültek. Az ikonok olajjal vászonra vannak festve, majd fatáblára ragasztva. A szentélyajtókon a négy evangélista képe látható. A trónikonok egyszerű fakeretekkel rendelkeznek. Kiemelkedik a Szent János ikon a kiterjesztett szárnyakkal.

## Kultúra
- A KUD „Bekrija” kulturális és művészeti egyesületet 1919. június 21-én alapították.
- Az SKD „Prosvjeta” szerb kulturális egyesület helyi csoportja 1998-ban alakult.

## Oktatás
A helyi oktatás kezdetei 1761-ig nyúlna vissza, amikor megnyílt az első iskola. Hosszú ideig csak négyosztályos iskola volt a településen és csak 1992-től működik nyolcosztályosként. Az iskola mai épülete 1981-ben épült, 1992-ben bővítették.

## Sport
- NK Negoslavci labdarúgóklub. A klubot 1928-ban alapították NSK néven. Az 1950-es években NK Jedinstvonak hívták. Az 1977/78-as szezonban a klub megnyerte a labdarúgó szövetség bajnokságát Vukovár körzetében. A klub minden évben megrendezi a „Mitar Jovic” emléktornát. A csapat jelenleg a megyei 2. ligában szerepel.
- ŠK Negoslavci sakk-klub
- „Omladinac” Negoslavci erőemelőklub